# Sungai Momats
Sungai Momats är ett vattendrag i Indonesien.   Det ligger i provinsen Papua, i den östra delen av landet, 3 400 km öster om huvudstaden Jakarta.